# Phoboscincus
Phoboscincus – rodzaj jaszczurek z podrodziny Eugongylinae w rodzinie scynkowatych (Scincidae).

## Zasięg występowania
Rodzaj obejmuje gatunki występujące na Nowej Kaledonii. 

## Systematyka

### Etymologia
Phoboscincus: gr. φοβος phobos „strach, panika, przerażenie”; σκιγκος skinkos lub σκιγγος skingos „rodzaj jaszczurki, scynk”.

### Podział systematyczny
Do rodzaju należą następujące gatunki:
- Phoboscincus bocourti
- Phoboscincus garnieri